# Frankie Randall
Frankie Randall (nacido Franklin Joseph "Frank" Lisbona, 11 de enero de 1938 - 28 de diciembre de 2014) fue un cantante, bailarín, compositor, actor y comediante. Sus créditos como actor incluyen The Dean Martin Summer Show y Day of the Wolves.

## Biografía
Randall nació Franklin Joseph Lisbona en Passaic, Nueva Jersey el 11 de enero de 1938. En 1964, protagonizó Wild on the Beach. También apareció muchas veces en el programa de televisión Dean Martin, y fue presentador de la versión de verano del show cuando Martin no estaba disponible. Él lanzó decenas de singles y álbumes RCA desde la década de 1960 en adelante. Tras sus inicios en la música pop, Randall, un entonador de piano, comenzó a realizar el material de The Great American Songbook.
A partir de 2008, Randall fue anfitrión del The Music Of Your Life, un programa de radio.
Su versión de la canción "I Can See For Miles" de The Who se incluye en el álbum Golden Throats: The Great Celebrity Sing Off de Rhino Records.
El 28 de diciembre de 2014, Randall murió de cáncer de pulmón en Indio, California a la edad de 76 años.

## Discografía selecta
- Sings & Swings (RCA Victor, 1965)
- Going the Frankie Randall Way! (RCA Victor, 1966)
- The Mods and the Pops (RCA Victor, 1968)